# Kékkúti Ásványvíz Zrt.

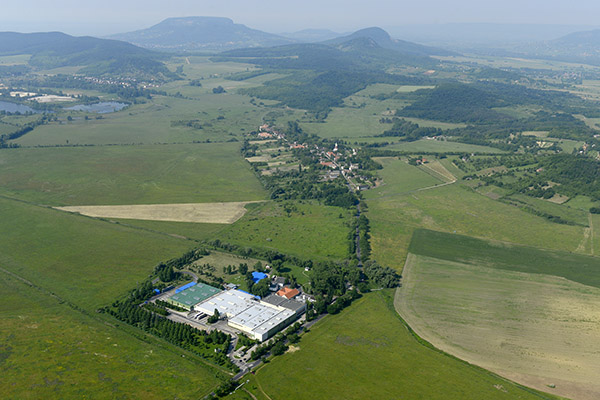
Stáčírna Kékkúti a obec Kékkút

Kékkúti Ásványvíz Zrt. (starším názvem Kékkúti Ásványvíz Rt.) je maďarská firma zabývající se stáčením a distribucí minerálních vod a dalších nápojů. Byla založena v roce 1907, v roce 2003 přešla do majetku Nestlé Waters, od roku 2016 je součástí českého holdingu Mattoni 1873.

## Produkty
Firma stáčí minerální vody Nestlé Aquarel a Theodora z vodních zdrojů, které se nachází poblíže obce Kékkút v kotlině Káli v národním parku Balatonská vysočina v zadunajské župě Veszprém. A dále importuje vody značek Acqua Panna, Perrier a San Pellegrino.